# Бражников, Юрий Михайлович
Юрий Михайлович Бражников (1 мая 1937 — 16 октября 2015) — советский и российский тренер по боксу, заслуженный тренер СССР.

## Биография
Начинал тренерскую деятельность в Орске. Являлся тренером спортивного общества «Зенит» (Москва). Заслуженный тренер СССР (1980). Звание присвоено за подготовку неоднократного абсолютного чемпиона СССР и чемпиона Европы Евгения Горсткова, который так вспоминал о своем наставнике:

 «Да, в свое время Юрий Михайлович был для меня всем. Не скажу, что он являлся родоначальником бокса в Орске, тем не менее его вклад довольно весом. Ведь это была единственная тогда школа бокса. Помню, в неприспособленном помещении стоял оцинкованный бак с водой и кружка на цепи. Как раньше на вокзалах. И все. А мылись после тренировок на улице в сквере». — 
В последние годы работал тренером-преподавателем в ФОК «Зеленоград» МГФСО.